# Jlloyd Samuel
Jlloyd Tafari Samuel (ur. 29 marca 1981 w San Fernando; zm. 15 maja 2018 w High Legh) – trynidadzko-tobagijski piłkarz angielskiego pochodzenia występujący na pozycji pomocnik. Młodzieżowy reprezentant Anglii oraz seniorski reprezentant Trynidadu i Tobago.

## Kariera klubowa
Samuel występował w drużynie juniorów klubu Senrab, West Ham United oraz Charltonu Athletic. Swoją zawodową karierę rozpoczął jednak w 1998 w Aston Villi. Zadebiutował tam 21 września 1999 w wygranym 5:0 spotkaniu Pucharu Ligi z Chester City. W Premier League swój pierwszy występ zaliczył 5 lutego 2000, kiedy to zagrał w wygranym 4:0 pojedynku z Watford FC. Sezon ten Samuel zakończył z dziewięcioma ligowymi występami. W następnych rozgrywkach zagrał już w 23 pojedynkach. W sezonie tym był także na wypożyczeniu w Gillingham FC, gdzie zagrał w ośmiu meczach. Od tego czasu był jednym z podstawowych piłkarzy Aston Villi. W klubie tym grał do 2007. Łącznie w ekipie The Villans zaliczył 169 ligowych występów oraz zdobył dwie bramki.
25 maja 2007 podpisał kontrakt z Boltonem Wanderers. W nowej drużynie zadebiutował 11 sierpnia w przegranym 1:3 meczu z Newcastle United. Swój debiutancki sezon zakończył z 20 ligowymi występami oraz jednym pucharowym. W obecnych rozgrywkach Samuel zagrał dotychczas we wszystkich meczach. Zginął w wypadku samochodowym 15 maja 2018 roku.

## Kariera reprezentacyjna
W latach 2001–2004 zaliczył siedem występów w reprezentacji Anglii do lat 21.